# Afrikaanse zwarte eend
De Afrikaanse zwarte eend (Anas sparsa) is een vogel uit de familie Anatidae. De wetenschappelijke naam van de soort is voor het eerst geldig gepubliceerd in 1838 door Eyton.

## Voorkomen
De soort komt wijdverbreid voor in Afrika en telt 2 ondersoorten:
- A. s. leucostigma: van Nigeria tot Congo-Kinshasa, Soedan, Ethiopië, Zimbabwe en Angola.
- A. s. sparsa: van Namibië en zuidelijk Zimbabwe tot Zuid-Afrika.

## Beschermingsstatus
Op de Rode Lijst van de IUCN heeft de soort de status veilig.